# Основа Телеком
Основа телеком — российская телекоммуникационная компания, созданная для пилотного освоения частот в диапазоне 2,3–2,4 ГГц на основании поручения Министерства обороны Российской Федерации. С 2010 года компания построила собственную сеть стандарта 4G LTE TDD в 19 российских регионах, а также оснастила пилотные зоны для Минобороны и Росгвардии.  Впоследствии компания не смогла запустить собственную 4G сеть в намеченные сроки в связи с судебными тяжбами.

## История
Компания «Основа телеком» была зарегистрирована в 2010 году. 75% минус одну акцию получило ООО «Айкоминвест» (владелец — российский предприниматель Виталий Юсуфов), 25% плюс одну акцию — АО «Воентелеком». В том же году Министерство обороны Российской Федерации поручило компании «Основа Телеком» создать опытную сеть связи в диапазонах 2,3–2,4 ГГц. В 2011 году соответствующую полосу частот для компании выделила Госкомиссия по радиочастотам (ГКРЧ).
В начале 2013 года «Основа Телеком» получила необходимые государственные заключения о возможности использования радиоэлектронных средств, однако в апреле 2013 года Главный радиочастотный центр России уведомил компанию, что выданные ранее заключения «признаются недействительными и аннулируются», так как поступило соответствующее письмо Минобороны, в котором ведомство заявило об отзыве ранее предоставленных доступов к сетям в необходимых диапазонах.
В 2019 года газета Коммерсантъ сообщила, что основной акционер компании задумался о возможности продажи своих активов в пользу Ростелекома.

## Проблемы с запуском сети
Основа телеком с самого начала работы столкнулась со сложностями, несмотря на то, что за нее ходатайствовал в 2011 году Анатолий Сердюков, занимавший на тот момент пост министра обороны. Сердюков желал, чтобы компания «Основа Телеком» стала единым поставщиком беспроводного широкополосного доступа для вооруженных сил РФ. После отставки Сердюкова с поста министра обороны РФ новое руководство во главе с Сергеем Шойгу решило отказаться от услуг «Основа Телеком». Была предпринята попытка лишить компании доступа к частотам в диапазоне 2,3–2,4 ГГц, что вылилось в судебные тяжбы. Также на рынок вышли новые игроки, включая компании «Восток», «Ресурс» и «Профинвест», которые заявили о подаче заявок на получение доступа к частотам еще до подачи заявки от «Основа Телеком». А до них в 2011 году три другие компании, «Сатурн», «Модуль» и Стройресурс», оспаривали право на использование частот со стороны «Основа Телеком». Компании обращались в суд, указывая, что их заявки на получение частот в диапазоне 2,3 - 2,4 ГГц ГКРЧ не рассмотрело, иск был отклонен. К 2014 году компания так и не смогла запустить свои сети в коммерческую эксплуатацию в связи с созданием препон со стороны Министерства обороны. Министерство обороны препятствует выдаче компании радиочастотных присвоений в рамках выделенного ей ранее диапазона. Частотные присвоения, в свою очередь, выдает Роскомнадзор на основе заключений подведомственного ему Главного радиочастотного центра (ГКРЧ), которому, в свою очередь, требуется иметь одобрение от уполномоченных структур Министерства обороны. Точку в вопросе поставил суд, который признал решение ГКРЧ недействительным.